# Pseudochromis cyanotaenia
Pseudochromis cyanotaenia är en fiskart som beskrevs av Bleeker, 1857. Pseudochromis cyanotaenia ingår i släktet Pseudochromis och familjen Pseudochromidae. Inga underarter finns listade i Catalogue of Life.